# Fink fährt ab
Fink fährt ab ist eine österreichische Fernsehkomödie aus dem Jahr 1998. Bei seiner Erstausstrahlung im ORF am 24. Jänner 1999 erreichte der Film 857.000 Zuseher, was einer Reichweite von 12 Prozent und einem Marktanteil von 28 Prozent entspricht.

## Handlung
Gemeinsam mit seiner Freundin Rosi und einem weiteren Komplizen raubt der als tollpatschig und gutgläubig dargestellte Schellak in Wien eine Bank aus. Durch die chaotische Organisation und Umsetzung kommt es zu Komplikationen – die letztlich dazu führen, dass Rosi und der Komplize Guido ohne Schellak flüchten. Der Alleingelassene probiert zunächst auf eigene Faust die Flucht und setzt sich dann in das Auto einer Fahrschule – in dem gerade der Schüler Fink Fahrunterricht bekommt.
Schellak, der selbst nicht Auto fahren kann, nimmt schließlich den Fahrschüler Fink als Geisel, um die Flucht anzutreten. Die beiden streiten anfangs viel, und schnell wird klar, dass der vorlaute Fahrschüler seinem Geiselnehmer überlegen ist. Durch großes Glück schaffen es die beiden mehrmals um Haaresbreite, vor der Polizei zu flüchten. Beide entwickeln Sympathie füreinander, und als Schellak seine Geisel Fink freilassen will, weigert sich dieser, zu gehen.
Auch ein Reporterteam eines Privatfernsehsenders heftet sich den beiden an die Fersen – es gelingt den sensationshungrigen Journalisten, Fink und Schellak zu finden. Die Reporterin überredet Schellak dazu, die Flucht gemeinsam in dem Wagen des TV-Senders fortzusetzen und inszeniert sich fortan als Geisel. Gleichzeitig gibt sie Informationen über den aktuellen Aufenthaltsort an ihren Sender und die Polizei weiter. Sie arrangiert die geplante Festnahme Schellaks an einer Tankstelle.
Wieder gelingt es Fink und Schellak durch Glück und Zufälle, zu flüchten. Als sich die beiden dann nach geglückter Flucht schließlich freundschaftlich verabschieden, wird ein zufällig vorbeigehender Polizist durch ein Missgeschick auf Schellak aufmerksam, und nimmt ihn fest.
Der Film endet – nach einem Zeitsprung – mit der Freilassung Schellaks aus der Haft. Fink und dessen Mutter holen den Bankräuber aus dem Gefängnis ab und unterbreiten ihm den Plan, zu dritt eine Bank auszurauben.

## Rezeption
Der Fernsehfilm wurde in der österreichischen Presse nur in Randnotizen vor und nach der Erstausstrahlung besprochen. Die Presse kritisierte die schauspielerische Leistung: »Wenn dieser Film überhaupt etwas zu erzählen hatte, dann davon, wie man vor einer Kamera ohne langfristigen Gesichtsverlust keinesfalls agieren darf.« Die Oberösterreichischen Nachrichten nannten den Film »infantil, aber trotzdem lustig«. Ähnlich fiel die Kritik der Kleinen Zeitung aus: »streckenweise dümmer als die Polizei erlaubt, aber auch sehr komisch«. Doris Knecht schrieb im Nachrichtenmagazin Profil: »Gut, ich habe zwei-, dreimal gelacht. […]  Ansonsten haben der Austroschmäh und der Austropop halt schon viel gemein: lieb sein, nie niemandem auf die Zehen treten und zeitig schlafen gehen.«
Schließlich äußert sich auch der Regisseur Sicheritz selbst ambivalent zu seinem Werk: »Ich hab das Projekt kurzfristig angeboten gekriegt und zufällig Zeit gehabt. Das Buch war unfertig, die Vorbereitungszeit extrem kurz, also eine klassische Auftragsarbeit. Mögen tu ich das Ding trotzdem – oder vielleicht grade deshalb.«